# Apusomonàdids
Els apusomonàdids (Apusomonadida) són un agrupament del fílum Apusozoa. És el grup germà dels opistoconts. Inclou el gèneres Apusomonas, Manchomonas, Thecomonas, Podomonas i Multimonas.